# 藍傑·蘇亞瑞茲
藍傑·荷西·蘇亞瑞茲（英語：Ranger José Suárez，1995年8月26日—），為美國職棒大聯盟的投手，目前效力於費城費城人。
2012年，他以國際自由球員身分加盟費城人。生涯首個職業賽季就因為禁藥問題短暫被禁賽，後來他在2016年於小聯盟投出無安打比賽，成功吸引費城人球團目光。
升上大聯盟後，起初球團讓他到牛棚發展，後來在2020年進入先發輪值內。2022年，蘇亞瑞茲成為球團的三號先發，並一同帶領球隊打進世界大賽。

## 職業生涯

### 費城費城人

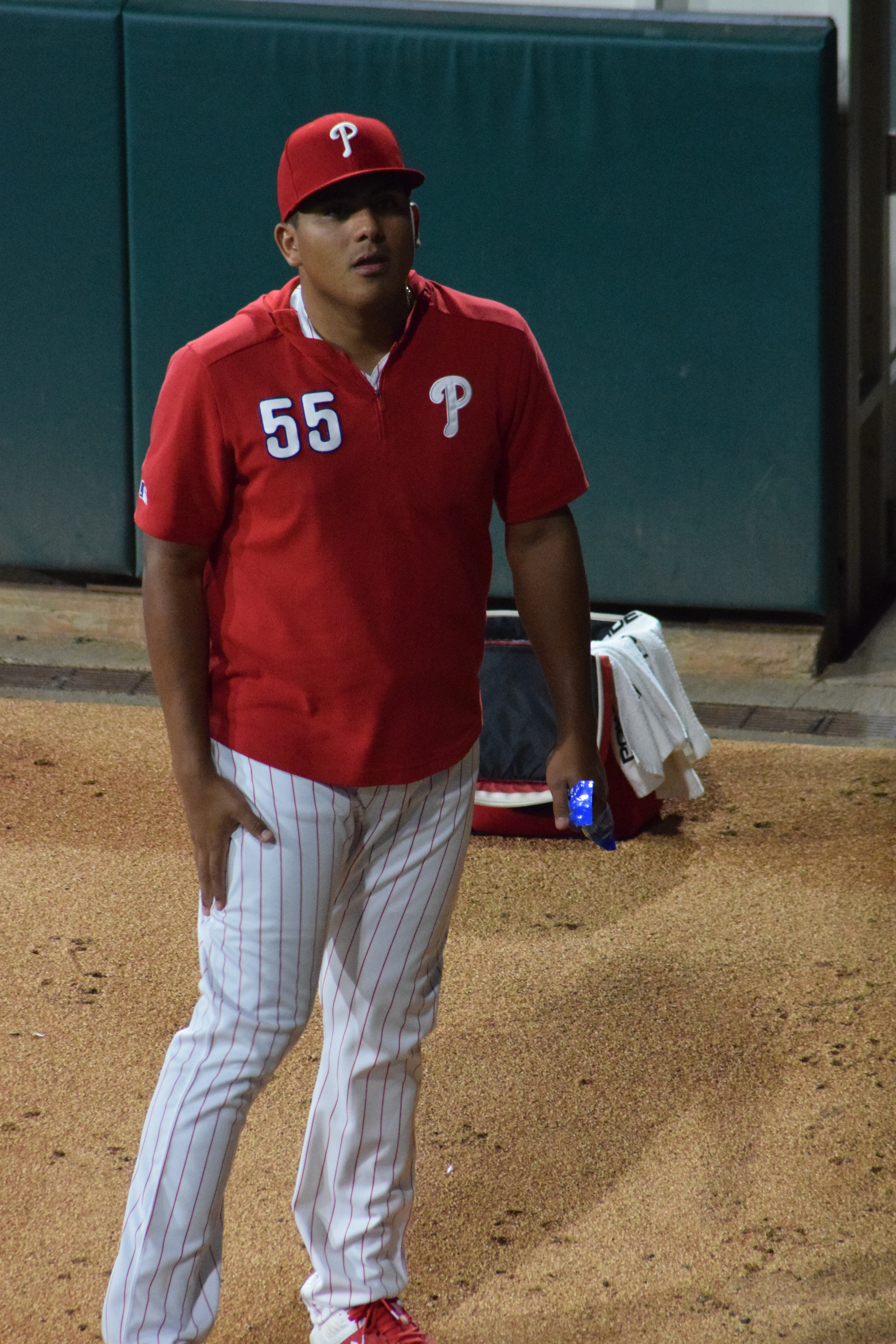
2019年的蘇亞瑞茲

2018年7月26日，因為雙重賽需要人手的關係，費城人將蘇亞瑞茲拉上大聯盟。他是球隊繼2016年的Adam Morgan後，首位費城人的先發左投。而他在初登板主投5局挨2轟失4分，整季他拿下1勝1敗，防禦率5.40。
2019年7月，他成為隊史自2011年的Michael Stutes後，首位連三場先發奪勝的投手。後來球隊讓他、Morgan和José Álvarez一同擔任牛棚投手。整季他拿下6勝1敗，防禦率3.14。
2020年，原本有機會挑戰先發輪值的蘇亞瑞茲確診COVID-19。他在這年縮水賽季僅有4局投球，但防禦率卻高達20.25。
2021年，蘇亞瑞茲被下放3A。後來在季中回到大聯盟，並擔任後援投手。之後球隊交易來伊恩·甘迺迪，並讓蘇亞瑞茲回到先發輪值。9月25日，蘇亞瑞茲生涯首次投出完投勝。
整季他拿下8勝5敗，防禦率1.36。當時他一整年的被打擊率僅有1成09，是全大聯盟左投之最。
2022年，他拿下10勝7敗，防禦率3.65。2022年國家聯盟冠軍賽，他先在第三場先發奪勝，之後在第五場拿下救援成功。
2023年1月13日，蘇亞瑞茲與球隊續簽1年295萬美元的合約。整季他拿下4勝6敗，防禦率4.18。2023年國家聯盟分區賽，蘇亞瑞茲在第一場和第四場先發。他在首戰主投3+2⁄3局失1分，第四場主投5局失1分拿下勝投，也幫助球隊以3勝1敗淘汰勇士。直到在國聯冠軍賽輸給響尾蛇。
2024年，他入選3、4月的國聯單月最佳投手。那時他的防禦率僅1.32，還包含一次完封勝。

## 個人生活
2023年球季結束後，蘇亞瑞茲與交往多年的女友結婚，並育有2子。他有兩個哥哥和一個姐姐，而他也曾告知記者，表示因為自己的家族傳統，名字都會以R開頭。

## 外部連結
- 球員資訊和成績在MLB ，ESPN ，Retrosheet ，Baseball Reference ，Baseball Reference (Minors) ，Fangraphs （英文）
- 藍傑·蘇亞瑞茲在台灣棒球維基館上的頁面（繁體中文）